# Рот, Иоганн Баптист
Иоганн Баптист Рот (нем. Johann Baptist Roth, 1802—1875) — австрийский медальер и резчик монетных штемпелей.
Рот получил образование в Венской Академии искусств и в 1838 году поступил гравёром по медалям в Главное монетное управление в Вене, где в 1861 году был назначен первым гравёром по медалям. Рот изготовил штемпели для монет и медалей в честь значимых событий во время правления императоров Австрии Фердинанда I и Франца Иосифа: коронации Фердинанда I королём Ломбардо-Венецианского королевства, открытия в Граце памятника императору Францу, обновления шпиля собора святого Стефана, открытия железной дороги Мюрццушлаг—Грац, промышленной выставке в Вене 1845 года.
Мастер использовал подпись «I. B. ROTH F(ecit)».